# Johann Ludwig Bleuler
Johann Ludwig Bleuler, né le 12 février 1792 et mort le 28 mars 1850, est un peintre suisse.

## Biographie
Né le 12 février 1792, Johann Ludwig Bleuler étudie à Paris, mais s'installe ensuite à Schaffhouse et au château de Laufen, au bord des chutes du Rhin, où il emploie des artistes dans ses ateliers pour fournir son commerce d'art.

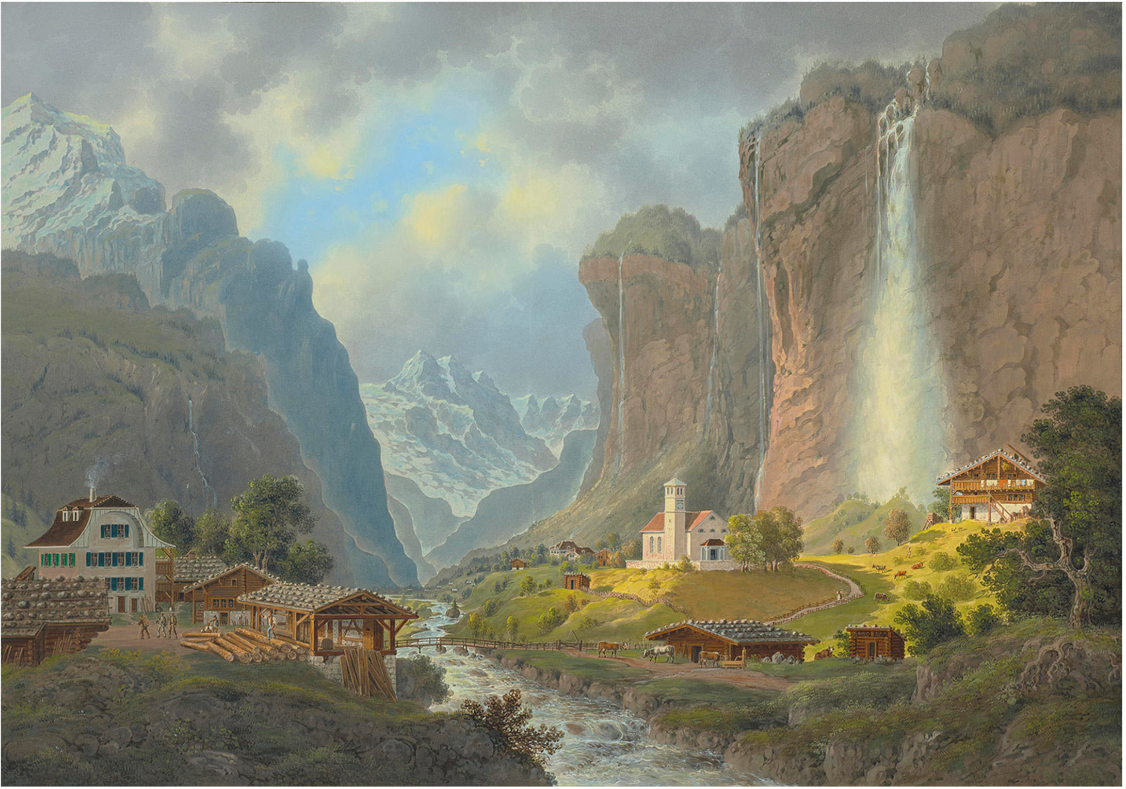
Johann Ludwig Bleuler, Vue sur Seelisberg

Il meurt le 28 mars 1850.